# Léproserie de l'Acarouany
La léproserie de l'Acarouany est un monument historique de Guyane situé dans la ville de Mana.

## Histoire
La léproserie est bâtie en 1836.

## Description
Le site est classé monument historique par arrêté du 20 décembre 1999.